# Pandinus ulderigoi
Espèce
Pandinus ulderigoi est une espèce de scorpions de la famille des Scorpionidae.

## Distribution
Cette espèce est endémique de Centrafricaine. Elle se rencontre vers Bangui.

## Description
La femelle holotype mesure 133,87 mm.
Pandinus ulderigoi mesure de 125 à 145 mm.

## Étymologie
Cette espèce est nommée en l'honneur d'Ulderigo Rossi.

## Publication originale
- Rossi, 2014 : « Notes on the distribution of Pandinus (Pandinus) Thorell, 1876 and Pandinus (Pandinurus) Fet, 1997 with the descriptions of two new species from Central African Republic. » Onychium, vol. 10, p. 10-31 (texte intégral).